# Kanojo no Tomodachi
Kanojo no Tomodachi (彼女の友達?  lit. La amiga de mi novia) es una serie de manga japonés escrito e ilustrado por Jyura. Comenzó a serializarse en el sitio web YanMaga Web de Kōdansha el 6 de mayo de 2021, y hasta el momento se ha recopilado en dos volúmenes tankōbon.

## Argumento
La historia se centra en Takeru Hidaka, quien comienza a salir con Kaori Koga la cual es la primera novia de su vida. Sin embargo, la mejor amiga de Kaori llamada Tomoko Yoshioka que posee un cuerpo más dotado, comienza a seducir a Takeru.

## Personajes
Takeru Hidaka (日高健?)
El protagonista principal. Takeru en un muchacho introvertido que comienza una relación con Kaori. Pero cuando es seducido por Yoshioka, Takeru acepta ser su amante, revelándole que estuvo enamorado de ella antes de salir con Kaori. En el pasado, Takeru perdió a su familia en un accidente de tránsito cuando estaba en la secundaria, siendo Kaori su único apoyo emocional. Después de revelarle su infidelidad hacia Kaori, Takeru pone fin a su relación con Yoshioka como amantes y aspira a entrar a la universidad para estudiar medicina. Tras haber cumplido un año en salir juntos, Kaori rompe su relación con Takeru.
Tomoko Yoshioka (吉岡知子?)
La mejor amiga de Kaori, que posee un cuerpo bien dotado. Al saber que su amiga y Takeru se convirtieron en novios, Yoshioka comenzó a seducirlo, convirtiéndose en su amante. Aun así, no quiere que Takeru y Kaori rompan su relación. Ella conoció a Kaori y Takeru en la secundaria y se interesó en él porque siempre la miraba. Contrariamente a los rumores sobre ella, Yoshioka se mantuvo virgen hasta que perdió su virginidad con Takeru. Ella trabaja como gravure idol.
Kaori Koga (古賀かおり?)
La amiga de Yoshioka y novia de Takeru. Ella se esfuerza en lo posible para hacer feliz a Takeru. En la secundaria, Kaori se enamoró de Takeru luego de que éste le prestara un pañuelo e hizo lo posible para estar junto a él cuando Takeru perdió a su familia. Aunque Takeru no lo sabe, ella es consiente de su aventura con Yoshioka. Al saber que Yoshioka le gusta Takeru, Kaori le dice que planea terminar con él antes de la graduación para que los dos sean felices juntos. Después de romper con Takeru, Kaori aspiraba a convertirse en una Idol, pero decide incursionar en la industria del entretenimiento para adultos.
Miyuki (みゆき?)
Una estudiante que cursa un año menor que Takeru, Yoshioka y Kaori. Parece tener sentimientos por Yoshioka. A ella le disgusta los hombres porque los considera pervertidos, siendo muy fría con Takeru. Incluso se pregunta cómo una chica popular como Kaori se enamore de un muchacho común como Takeru. Más adelante, ella descubre la relación entre Takeru y Yoshioka como amantes.

## Publicación
Kanojo no Tomodachi es escrito e ilustrado por Jyura. La serie empezó a publicarse en el sitio web YanMaga Web de Kōdansha el 6 de mayo de 2021. Kōdansha recopila sus capítulos individuales en volúmenes tankōbon. El primer volumen fue publicado el 20 de enero de 2022, y hasta el momento se ha lanzado dos volúmenes.
| Volúmenes de manga publicados | Volúmenes de manga publicados | Volúmenes de manga publicados |
| Número                        | Fecha de publicación          | ISBN                          |
| ----------------------------- | ----------------------------- | ----------------------------- |
| 1                             | 20 de enero de 2022           | ISBN 978-4-06-526479-9        |
| 2                             | 20 de septiembre de 2022      | ISBN 978-4-06-529125-2        |

## Recepción
El 21 de enero de 2022, un día después de haberse publicado el primer volumen de la serie, este tuvo que ser reimpreso debido a la alta demanda que tuvo en ventas.